# Leïla Bendahmane
Leïla Bendahmane (* 1959 als Leïla Boudina) ist eine ehemalige algerische Leichtathletin, die im Mittel- und Langstreckenlauf an den Start ging. 1984 gewann sie zwei Bronzemedaillen bei den Afrikameisterschaften in Rabat.

## Sportliche Laufbahn
Erste internationale Erfahrungen sammelte Leïla Bendahmane vermutlich bei den Crosslauf-Weltmeisterschaften 1980 in Paris, bei denen sie nach 17:30 min auf den 76. Platz gelangte. Bei den Crosslauf-Weltmeisterschaften 1982 in Rom wurde sie nach 17:00 min 96. Platz im Einzelrennen. 1984 gewann sie bei den Afrikameisterschaften in Rabat in 4:23,15 min die Bronzemedaille im 1500-Meter-Lauf hinter der Kenianerin Justina Chepchirchir und Fatima Aouam aus Marokko und sicherte sich über 3000 Meter in 9:26,28 min die Bronzemedaille hinter den Kenianerinnen Mary Chepkemboi und Regina Chemeli. 1995 gewann sie bei den Arabischen Meisterschaften in Kairo in 16:13,2 min die Silbermedaille im 5000-Meter-Lauf hinter der Marokkanerin Zahra Ouaziz und stellte damit einen Landesrekord auf. Im Oktober wurde sie bei den Halbmarathon-Weltmeisterschaften in Belfort in 1:18:27 h 69. 
In den Jahren 1984 und 1993 wurde Bendahmane algerische Meisterin im 1500-Meter-Lauf sowie 1984 und 1992 über 3000 Meter. 1995 wurde sie Landesmeisterin im 5000-Meter-Lauf sowie 1996 über 10.000 Meter.